# Morskoj charakter
Morskoj charakter (Морской характер) è un film del 1970 diretto da Vasilij Nikolaevič Žuravlёv.